# Scentless Apprentice
 (avril 2012).
Si vous disposez d'ouvrages ou d'articles de référence ou si vous connaissez des sites web de qualité traitant du thème abordé ici, merci de compléter l'article en donnant les références utiles à sa vérifiabilité et en les liant à la section « Notes et références ».
Scentless Apprentice est la deuxième piste du dernier album studio de Nirvana, In Utero. Le magazine New Musical Express la classe en 11e position dans sa liste des 20 meilleures chansons de Nirvana.
Originellement, cette chanson devait être le second single après Heart-Shaped Box mais cette idée fut vite écartée.
Les premières démos de la chanson avaient un rythme plutôt lent, mais toujours aussi lourd par apport celui qui sortira dans l'album, or elle a toujours conservé son refrain puissant et sonore. Les démos ont été finalement refaites car elles étaient jugées comme trop abrasives voir inaudibles.
Cette chanson traite du roman de Patrick Suskind Le Parfum dans lequel le héros nait sans odeur corporelle et sans intelligence. Pour vivre, il est obligé de tuer des personnes pour s'approprier leur odeur. Se sachant rejeté de tous, il en veut tellement à tout le monde qu'il demande à tous ceux qui le croisent de partir. Une autre interprétation de la chanson serait que ce sont les gens qui disent à cet anti-héros de partir (d'où le fait que Kurt Cobain hurle Go away pendant le refrain).
On peut entendre cette chanson sur l'album posthume From the Muddy Banks of the Wishkah ainsi que dans le dernier épisode de la troisième saison de Lost (Les disparus).
En concert, cette chanson pouvait durer jusqu'à 9 minutes.

## Reprises
En 2018, le groupe de sludge metal américain Thou en fait une reprise qui apparait sur le split album I Have Become Your Pupil.